# Barentsregionen

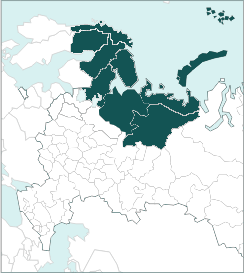
Barentsregionen.

Barentsregionen omfattar landområdena runt Barents hav och på Nordkalotten. Namnet lanserades i politisk ambition att etablera internationellt samarbete efter Sovjetunionens fall. Regionen sträcker sig från Nordland i Norge i väster, till Novaja Zemlja och Uralbergen i öster, och söderut till Bottenviken och de stora sjöarna Ladoga och Onega. Regionen har sex miljoner invånare utspridda på 1,75 miljoner km². Tre fjärdedelar av befolkningen finns i Ryssland, som också har samma andel av ytan.
Bland projekten finns Barents väg från Bodø i Norge genom Haparanda i Sverige och Finland till Murmansk på Kolahalvön i Ryssland. Ett tecken på de ökade kommunikationerna i området är öppnandet av ett IKEA-varuhus i Haparanda år 2006, riktat till kunder 500 kilometer bort i Murmansk och norra Norge. Ytterligare ett tecken på det ökade handelsutbytet i regionen, är upprustningen och nybyggnationen av Haparandabanan (järnvägen mellan Haparanda och Norra stambanan).
Det regionala samarbetet, Barentssamarbetet, invigdes formellt den 11 januari, 1993, på initiativ av Norge under utrikesminister Thorvald Stoltenberg. Samarbetet består av två huvudorganisationer: Barentsrådet (Barents Euro-Arctic Council, BEAC) för samarbete mellan regeringarna i Finland, Norge, Ryssland och Sverige; samt Barents regionkommitté (Barents Regional Committee, BRC) för samarbete mellan de regionala förvaltningarna i området.
De fyra länderna turas om att leda samarbetet. Norges deltagande samordnas från ett speciellt Barentssekretariat i Kirkenes, i Finnmark fylke (i nordöstligaste Norge). Sveriges och Finlands deltagande administreras bland annat från länsstyrelserna i Västerbottens och Norrbottens län respektive landskapsförbunden i Lappland, Norra Österbotten och Kajanaland.